# A magyar labdarúgó-válogatott mérkőzései (1902–1929)
Ez a szócikk tartalmazza a magyar labdarúgó-válogatott 1902 és 1929 közötti mérkőzéseit. A listában csak a Magyar Labdarúgó-szövetség által hivatalosan elismert mérkőzések szerepelnek.

## Mérkőzések
Győzelem
      Döntetlen
      Vereség
Az időpontok helyi idő szerint, zárójelben magyar idő szerint értendők.

### 1902–1909
1902
| 1902. október 12. 1. – barátságos | Ausztria                             | 5–0         | Magyarország | Bécs                                                              |  |
| 15:00                             | Taurer 5' Studnicka 10' ?' Huber 34' | Jegyzőkönyv |              | Stadion: WAC-pálya Nézőszám: 500 Játékvezető: John Shires (angol) |  |

1903
| 1903. április 5. 2. – barátságos | Magyarország          | 2–1               | Bohémia  | Budapest                                                                  |  |
| 15:30                            | Borbás 16' Minder 78' | (1–1) Jegyzőkönyv | Rezek 9' | Stadion: Millenáris-pálya Nézőszám: 750 Játékvezető: Ordódy Béla (magyar) |  |

| 1903. június 11. 3. – barátságos | Magyarország             | 3–2               | Ausztria                   | Budapest                                                                                  |  |
| 15:00                            | Pokorny 24' 65' Buda 52' | (1–0) Jegyzőkönyv | Pulchert 60' Studnicka 70' | Stadion: Margitszigeti pálya Nézőszám: 700 Játékvezető: Arthur Battishill Yolland (angol) |  |

| 1903. október 11. 4. – barátságos | Ausztria                           | 4–2         | Magyarország   | Bécs                                                              |  |
| 15:30                             | Studnicka 24' 57' 72' G. Huber 64' | Jegyzőkönyv | Borbás 18' 82' | Stadion: WAC-pálya Nézőszám: 600 Játékvezető: Geo Fuchs (osztrák) |  |

1904
| 1904. június 2. 5. – barátságos | Magyarország                    | 3–0               | Ausztria | Budapest                                                                     |  |
| 17:30                           | Pokorny 24' Koch 58' Borbás 81' | (1–0) Jegyzőkönyv |          | Stadion: Millenáris-pálya Nézőszám: 800 Játékvezető: Horváth Ferenc (magyar) |  |

| 1904. október 9. 6. – barátságos | Ausztria                             | 5–4                                                              | Magyarország                         | Bécs                                                                        |  |
| 15:30                            | Stansfield 23' 53' 67' 73' Bugno 27' | (2–3) Jegyzőkönyv (magyarfutball.hu) Jegyzőkönyv (football.info) | Károly 4' Pokorny 30' 42' Borbás 84' | Stadion: Cricketer-pálya Nézőszám: 2000 Játékvezető: Theodor Holley (angol) |  |

1905
| 1905. április 9. 7. – barátságos | Magyarország | 0–0         | Ausztria | Budapest                                                                   |  |
| 16:00                            |              | Jegyzőkönyv |          | Stadion: Millenáris-pálya Nézőszám: 6500 Játékvezető: Herczog Ede (magyar) |  |

1906
| 1906. április 1. 8. – barátságos | Magyarország | 1–1               | Bohémia     | Budapest                                                                     |  |
| 16:00                            | Károly 80'   | (0–0) Jegyzőkönyv | Valášek 63' | Stadion: Millenáris-pálya Nézőszám: 5000 Játékvezető: Theodor Holley (angol) |  |

| 1906. október 7. 9. – barátságos | Bohémia                             | 4–4               | Magyarország                             | Prága                                                                  |  |
| 15:30                            | Starý 22' 83' Baumruk 65' Košek 88' | (1–1) Jegyzőkönyv | Horváth 33' 86' Károly 59' Molnár II 60' | Stadion: Slavia-stadion Nézőszám: 6000 Játékvezető: Paul Heyne (német) |  |

| 1906. november 4. 10. – barátságos | Magyarország                           | 3–1               | Ausztria              | Budapest                                                                   |  |
| 15:00                              | Molnár II 26' Schlosser 55' Károly 65' | (1–0) Jegyzőkönyv | Hussak 75' (11-esből) | Stadion: Millenáris-pálya Nézőszám: 3000 Játékvezető: Fehéry Ákos (magyar) |  |

1907
| 1907. április 7. 11. – barátságos | Magyarország                                 | 5–2               | Bohémia                | Budapest                                                                    |  |
| 16:15                             | Horváth 21' 70' 85' Borbás 57' Molnár II 80' | (1–2) Jegyzőkönyv | Pelikán 9' Jelínek 29' | Stadion: Millenáris-pálya Nézőszám: 1000 Játékvezető: Hajós Alfréd (magyar) |  |

| 1907. május 5. 12. – barátságos | Ausztria                           | 3–1               | Magyarország | Bécs                                                                                |  |
| 16:00                           | Dünnmann 54' Schediwy 62' Wolf 86' | (0–0) Jegyzőkönyv | Károly 87'   | Stadion: Rapid-Platz (Rudolfsheim) Nézőszám: 2000 Játékvezető: Hugo Meisl (osztrák) |  |

| 1907. október 6. 13. – barátságos | Bohémia                               | 5–3               | Magyarország                        | Prága                                                                        |  |
| 15:00                             | J. Kosek 15' 35' 86' J. Belka 62' 88' | (2–3) Jegyzőkönyv | Gorszky 4' Szednicsek 16' Weisz 25' | Stadion: Slavia-stadion Nézőszám: 4000 Játékvezető: Josef Gruß dr. (osztrák) |  |

| 1907. november 3. 14. – barátságos | Magyarország                                 | 4–1               | Ausztria     | Budapest                                                                   |  |
| 15:00                              | Borbás 11' 37' Vladar 18' (öngól) Károly 47' | (3–0) Jegyzőkönyv | Dünnmann 80' | Stadion: Millenáris-pálya Nézőszám: 7000 Játékvezető: Fehéry Ákos (magyar) |  |

1908
| 1908. április 5. 15. – barátságos | Magyarország                         | 5–2               | Bohémia          | Budapest                                                                     |  |
| 16:00                             | Schlosser 20' 73' Károly 78' 86' 87' | (1–1) Jegyzőkönyv | J. Belka 28' 74' | Stadion: Millenáris-pálya Nézőszám: 9000 Játékvezető: Theodor Holley (angol) |  |

| 1908. május 3. 16. – barátságos | Ausztria                                   | 4–0               | Magyarország | Bécs                                                                           |  |
| 16:00                           | Andres 9' Kubik 22' Hussak 71' R. Kohn 84' | (2–0) Jegyzőkönyv |              | Stadion: Hohe Warte Stadion Nézőszám: 3500 Játékvezető: Theodor Holley (angol) |  |

| 1908. június 10. 17. – barátságos                                       | Magyarország | 0–7               | Anglia                                                            | Budapest                                                                   |  |
| 18:00                                                                   |              | (0–4) Jegyzőkönyv | Woodward 13' 48' Hilsdon 28' 71' Windridge 30' Rutherford 38' 88' | Stadion: Millenáris-pálya Nézőszám: 7000 Játékvezető: Hugo Meisl (osztrák) |  |
| Megjegyzés: A válogatott történetének egyik legnagyobb arányú veresége. |              |                   |                                                                   |                                                                            |  |

| 1908. november 1. 18. – barátságos | Magyarország                                                       | 5–3               | Ausztria                       | Budapest                                                                    |  |
| 14:30                              | Kaltenbrunner 3' (öngól) Krempels 17' 59' Schlosser 44' Koródy 70' | (3–2) Jegyzőkönyv | Fischera 12' 79' Studnicka 23' | Stadion: Millenáris-pálya Nézőszám: 8000 Játékvezető: Heinrich Riso (német) |  |

1909
| 1909. április 4. 19. – barátságos | Magyarország                       | 3–3               | Németország              | Budapest                                                                   |  |
| 16:00                             | Borbás 4' Schlosser 28' Koródy 60' | (2–2) Jegyzőkönyv | Worpitzky 7' 33' Ugi 69' | Stadion: Millenáris-pálya Nézőszám: 9000 Játékvezető: Hugo Meisl (osztrák) |  |

| 1909. május 2. 20. – barátságos | Ausztria                         | 3–4               | Magyarország                   | Bécs                                                                      |  |
| 16:30                           | L. Neubauer 9' 57' Schmieger 20' | (2–2) Jegyzőkönyv | Schlosser 35' 54' 73' Bíró 37' | Stadion: Cricketer-pálya Nézőszám: 1000 Játékvezető: Paul Neumann (német) |  |

| 1909. május 29. 21. – barátságos | Magyarország           | 2–4               | Anglia                                   | Budapest                                                                               |  |
| 17:30                            | Késmárky 44' Grósz 72' | (1–3) Jegyzőkönyv | Bridgett 5' Woodward 39' 79' Fleming 42' | Stadion: Millenáris-pálya Nézőszám: 10 000 Játékvezető: Christiaan Groothoff (holland) |  |

| 1909. május 30. 22. – barátságos | Magyarország | 1–1               | Ausztria    | Budapest                                                                          |  |
| 17:30                            | Borbás 2'    | (1–1) Jegyzőkönyv | Schrenk 17' | Stadion: Millenáris-pálya Nézőszám: 11 000 Játékvezető: Wagstaffe Simmons (angol) |  |

| 1909. május 31. 23. – barátságos | Magyarország               | 2–8               | Anglia                                                 | Budapest                                                                     |  |
| 15:00                            | Schlosser 50' Mészáros 77' | (0–5) Jegyzőkönyv | Fleming 3' 44' Woodward 12' 36' 55' 58' Holley 17' 89' | Stadion: Millenáris-pálya Nézőszám: 11 000 Játékvezető: Hugo Meisl (osztrák) |  |

| 1909. november 7. 24. – barátságos | Magyarország     | 2–2               | Ausztria         | Budapest                                                                     |  |
| 14:30                              | Schlosser 6' 48' | (1–1) Jegyzőkönyv | Schmieger 5' 62' | Stadion: Millenáris-pálya Nézőszám: 10 000 Játékvezető: Paul Neumann (német) |  |

### 1910–1919
1910
| 1910. május 1. 25. – barátságos | Ausztria               | 2–1               | Magyarország | Bécs                                                                       |  |
| 16:30                           | Fischera 2' Hussak 33' | (2–1) Jegyzőkönyv | Dobó 8'      | Stadion: Hohe Warte Stadion Nézőszám: 7000 Játékvezető: Max Brandt (német) |  |

| 1910. május 26. 26. – barátságos | Magyarország                                               | 6–1               | Olaszország | Budapest                                                                     |  |
| 17:00                            | Schlosser 28' 48' Weisz 32' Károly 74' Dobó 75' Koródy 76' | (2–0) Jegyzőkönyv | Rizzi 88'   | Stadion: Millenáris-pálya Nézőszám: 12 000 Játékvezető: Hugo Meisl (osztrák) |  |

| 1910. november 6. 27. – barátságos | Magyarország              | 3–0               | Ausztria | Budapest                                                                     |  |
| 14:30                              | Koródy 27' 77' Bodnár 82' | (1–0) Jegyzőkönyv |          | Stadion: Millenáris-pálya Nézőszám: 11 000 Játékvezető: Edgar Blüher (német) |  |

1911
| 1911. január 1. 28. – barátságos | Franciaország | 0–3               | Magyarország          | Charentonneau                                                             |  |
| 15:00                            |               | (0–2) Jegyzőkönyv | Schlosser 10' 31' 49' | Stadion: Stade du CAP Nézőszám: 2032 Játékvezető: Charles Barette (belga) |  |

| 1911. január 6. 29. – barátságos | Olaszország | 0–1               | Magyarország  | Milánó                                                                         |  |
| 14:30                            |             | (0–1) Jegyzőkönyv | Schlosser 22' | Stadion: Stadio Civico Arena Nézőszám: 4500 Játékvezető: Henry Goodley (angol) |  |

| 1911. január 8. 30. – barátságos | Svájc                 | 2–0               | Magyarország                                                      | Zürich                                                           |  |
| 15:00                            | Collet 54' Wyss I 71' | (0–0) Jegyzőkönyv | Woodward 13' 48' Hilsdon 28' 71' Windridge 30' Rutherford 38' 88' | Stadion: Hardau Nézőszám: 3000 Játékvezető: Henry Devitt (angol) |  |

| 1911. május 7. 31. – barátságos | Ausztria                   | 3–1               | Magyarország | Bécs                                                                          |  |
| 16:00                           | Hussak 35' R. Merz 38' 79' | (2–1) Jegyzőkönyv | Bodnár 20'   | Stadion: Hohe Warte Stadion Nézőszám: 7000 Játékvezető: Hubert Istace (belga) |  |

| 1911. október 29. 32. – barátságos | Magyarország                                                    | 9–0               | Svájc                                                             | Budapest                                                                     |  |
| 15:00                              | Bíró 5' Schlosser 18' 56' 62' 79' 81' 83' Bodnár 18' Koródy 26' | (4–0) Jegyzőkönyv | Woodward 13' 48' Hilsdon 28' 71' Windridge 30' Rutherford 38' 88' | Stadion: Millenáris-pálya Nézőszám: 15 000 Játékvezető: Hugo Meisl (osztrák) |  |

| 1911. november 5. 33. – Wagner-serleg | Magyarország             | 2–0               | Ausztria | Budapest                                                                      |  |
| 14:30                                 | Schlosser 30' Koródy 53' | (1–0) Jegyzőkönyv |          | Stadion: Üllői úti stadion Nézőszám: 25 000 Játékvezető: Henry Devitt (angol) |  |

| 1911. december 17. 34. – barátságos | Németország   | 1–4               | Magyarország                               | München                                                                 |  |
| 14:00                               | Worpitzky 80' | (0–2) Jegyzőkönyv | Sebestyén 24' Schlosser 43' 74' Bodnár 66' | Stadion: MTV '79-Platz Nézőszám: 8000 Játékvezető: Hugo Meisl (osztrák) |  |

1912
| 1912. április 14. 35. – barátságos | Magyarország                    | 4–4               | Németország                                 | Budapest                                                                  |  |
| 16:00                              | Schlosser 9' Bodnár 59' 65' 75' | (1–4) Jegyzőkönyv | Möller 14' Kipp 15' Worpitzky 23' Jäger 41' | Stadion: Üllői úti stadion Nézőszám: 25 000 Játékvezető: Hugo Meisl (AUT) |  |

| 1912. május 5. 36. – Wagner-serleg | Ausztria     | 1–1               | Magyarország | Bécs                                                                            |  |
| 16:00                              | Fischera 88' | (0–1) Jegyzőkönyv | Bodnár 22'   | Stadion: Hohe Warte Stadion Nézőszám: 15 000 Játékvezető: John Howcroft (angol) |  |

| 1912. június 20. 37. – barátságos | Svédország                   | 2–2               | Magyarország          | Göteborg                                                                      |  |
| 19:45                             | Bergström 8' I. Swensson 46' | (1–1) Jegyzőkönyv | Bodnár 37' Pataki 68' | Stadion: Walhalla Nézőszám: 2500 Játékvezető: Albert Meerum Terwogt (holland) |  |

| 1912. június 23. 38. – barátságos | Norvégia | 0–6               | Magyarország                                        | Kristiania                                                                      |  |
| 19:30                             |          | (0–2) Jegyzőkönyv | Schlosser 21' 89' Tóth-Potya 31' Bodnár 49' 71' 72' | Stadion: Gamle Frogner-stadion Nézőszám: 4000 Játékvezető: Ruben Gelbord (svéd) |  |

| 1912. június 30. 39. – 1912-es olimpia, 2. forduló                      | Nagy-Britannia                          | 7–0               | Magyarország | Stockholm, Svédország                                                                   |  |
| 13:30                                                                   | Walden 21' 23' 49' 55' Woodward 42' 53' | (3–0) Jegyzőkönyv |              | Stadion: Råsunda Idrottplats Nézőszám: 8000 Játékvezető: Christiaan Groothoff (holland) |  |
| Megjegyzés: A válogatott történetének egyik legnagyobb arányú veresége. |                                         |                   |              |                                                                                         |  |

| 1912. július 3. 40. – 1912-es olimpia, vigaszág, 1. forduló | Magyarország         | 3–1               | Németország  | Stockholm, Svédország                                                                   |  |
| 13:00                                                       | Schlosser 5' 40' 82' | (2–0) Jegyzőkönyv | Förderer 55' | Stadion: Råsunda Idrottplats Nézőszám: 2000 Játékvezető: Christiaan Groothoff (holland) |  |

| 1912. július 5. 41. – 1912-es olimpia, vigaszág, döntő | Magyarország                        | 3–0               | Ausztria | Stockholm, Svédország                                                                    |  |
| 19:00                                                  | Schlosser 32' Pataki 72' Bodnár 72' | (1–0) Jegyzőkönyv |          | Stadion: Råsunda Idrottplats Nézőszám: 5000 Játékvezető: Herbert James Willing (holland) |  |

| 1912. július 12. 42. – barátságos | Oroszország | 0–9               | Magyarország                                                   | Moszkva                                                                           |  |
| 17:00                             |             | (0–3) Jegyzőkönyv | Pataki 9' 44' 49' 75' Schlosser 40' 58' Kertész II 47' 54' 84' | Stadion: SZKSZ-stadion Nézőszám: 3000 Játékvezető: George Richard Bayness (angol) |  |

| 1912. július 14. 43. – barátságos                                       | Oroszország | 0–12              | Magyarország                                                                                 | Moszkva                                                                           |  |
| 17:00                                                                   |             | (0–3) Jegyzőkönyv | Kertész II 17' 36' 64' Schlosser 39' 50' 69' 71' 90' Pataki 65' 73' Tóth-Potya 79' Bródy 86' | Stadion: SZKSZ-stadion Nézőszám: 3000 Játékvezető: George Richard Bayness (angol) |  |
| Megjegyzés: A válogatott történetének egyik legnagyobb arányú győzelme. |             |                   |                                                                                              |                                                                                   |  |

| 1912. november 3. 44. – Wagner-serleg | Magyarország                            | 4–0               | Ausztria | Budapest                                                                       |  |
| 14:30                                 | Schlosser 21' 80' Bodnár 34' Pataki 65' | (2–0) Jegyzőkönyv |          | Stadion: Üllői úti stadion Nézőszám: 30 000 Játékvezető: John Howcroft (angol) |  |

1913
| 1913. április 27. 45. – Wagner-serleg | Ausztria      | 1–4               | Magyarország                           | Bécs                                                                   |  |
| 16:00                                 | Studnicka 62' | (0–1) Jegyzőkönyv | Tóth-Potya 23' Bíró 70' Pataki 75' 77' | Stadion: WAC-Platz Nézőszám: 20 000 Játékvezető: John Howcroft (angol) |  |

| 1913. május 18. 46. – barátságos | Magyarország             | 2–0               | Svédország | Budapest                                                                              |  |
| 17:00                            | Pataki 87' Schlosser 89' | (0–0) Jegyzőkönyv |            | Stadion: Üllői úti stadion Nézőszám: 21 000 Játékvezető: Heinrich Retschury (osztrák) |  |

| 1913. október 26. 47. – Wagner-serleg | Magyarország                            | 4–3               | Ausztria                                        | Budapest                                                                                |  |
| 14:30                                 | Kertész II 4' 25' Hlavay 39' Pataki 68' | (3–1) Jegyzőkönyv | Schwarz II 28' Merz 79' Dittrich 83' (11-esből) | Stadion: Hungária körúti stadion Nézőszám: 30 000 Játékvezető: James Schumacher (angol) |  |

1914
| 1914. május 3. 48. – Wagner-serleg | Ausztria         | 2–0               | Magyarország | Bécs                                                                             |  |
| 16:00                              | Fischera 19' 34' | (2–0) Jegyzőkönyv |              | Stadion: WAC-Platz Nézőszám: 22 000 Játékvezető: Albert Meerum Terwogt (holland) |  |

| 1914. május 31. 49. – barátságos | Magyarország                            | 5–1               | Franciaország | Budapest                                                                              |  |
| 17:00                            | Bodnár 20' 78' 87' Payer 76' Pataki 76' | (1–1) Jegyzőkönyv | Brouzes 1'    | Stadion: Üllői úti stadion Nézőszám: 14 000 Játékvezető: Heinrich Retschury (osztrák) |  |

| 1914. június 19. 50. – barátságos | Svédország | 1–5               | Magyarország                                               | Stockholm                                                                                |  |
| 19:45                             | Ansén 71'  | (0–3) Jegyzőkönyv | Payer 21' Tóth-Potya 33' Borisz 44' Rácz 60' Schlosser 87' | Stadion: Råsunda Idrottplats Nézőszám: 6000 Játékvezető: Albert Meerum Terwogt (holland) |  |

| 1914. június 21. 51. – barátságos | Svédország       | 1–1               | Magyarország  | Stockholm                                                                                |  |
| 19:45                             | E. Börjesson 50' | (0–1) Jegyzőkönyv | Schlosser 30' | Stadion: Råsunda Idrottplats Nézőszám: 5000 Játékvezető: Albert Meerum Terwogt (holland) |  |

| 1914. október 4. 52. – barátságos | Magyarország                | 2–2               | Ausztria                   | Budapest                                                                      |  |
| 15:00                             | Pótz-Nagy 54' Schlosser 72' | (0–2) Jegyzőkönyv | Studnicka 36' Swatosch 45' | Stadion: Üllői úti stadion Nézőszám: 12 000 Játékvezető: Fehéry Ákos (magyar) |  |

| 1914. november 8. 53. – barátságos | Ausztria   | 1–2               | Magyarország             | Bécs                                                                       |  |
| 14:30                              | Kuthan 68' | (0–0) Jegyzőkönyv | Konrád II 59' Bodnár 87' | Stadion: WAC-Platz Nézőszám: 5000 Játékvezető: Wilhelm Schmieger (osztrák) |  |

1915
| 1915. május 2. 54. – barátságos | Magyarország                    | 2–5               | Ausztria                                          | Budapest                                                                                |  |
| 16:30                           | Sedlacek 44' (öngól) Pataki 71' | (1–2) Jegyzőkönyv | Studnicka 26' 46' Kuthan 36' Hoel 55' Ehrlich 87' | Stadion: Hungária körúti stadion Nézőszám: 16 000 Játékvezető: Schubert Ferenc (magyar) |  |

| 1915. május 30. 55. – barátságos | Ausztria     | 1–2               | Magyarország            | Bécs                                                                       |  |
| 16:30                            | Swatosch 80' | (0–2) Jegyzőkönyv | Schlosser 5' Borbás 22' | Stadion: WAC-Platz Nézőszám: 8000 Játékvezető: Wilhelm Schmieger (osztrák) |  |

| 1915. október 3. 56. – barátságos | Ausztria                     | 4–2               | Magyarország                 | Bécs                                                                        |  |
| 15:30                             | Heinzl 20' 26' Bauer 65' 85' | (2–1) Jegyzőkönyv | Schlosser 14' Kertész II 52' | Stadion: WAC-Platz Nézőszám: 1200 Játékvezető: Heinrich Retschury (osztrák) |  |

| 1915. november 7. 57. – barátságos | Magyarország                                          | 6–2               | Ausztria                 | Budapest                                                                      |  |
| 14:30                              | Kertész II 7' Schaffer 21' 75' 90' Tóth-Potya 58' 76' | (2–1) Jegyzőkönyv | Kuthan 25' Studnicka 80' | Stadion: Üllői úti stadion Nézőszám: 12 000 Játékvezető: Oláh Aladár (magyar) |  |

1916
| 1916. május 7. 58. – barátságos | Ausztria                    | 3–1               | Magyarország   | Bécs                                                                       |  |
| 15:30                           | Bauer 62' 70' Studnicka 76' | (0–0) Jegyzőkönyv | Kertész II 58' | Stadion: WAC-Platz Nézőszám: 8000 Játékvezető: Wilhelm Schmieger (osztrák) |  |

| 1916. június 4. 59. – barátságos | Magyarország               | 2–1               | Ausztria  | Budapest                                                                            |  |
| 16:30                            | Schaffer 11' Schlosser 25' | (2–1) Jegyzőkönyv | Bauer 27' | Stadion: Hungária körúti stadion Nézőszám: 16 000 Játékvezető: Oláh Aladár (magyar) |  |

| 1916. október 1. 60. – barátságos | Magyarország                | 2–3               | Ausztria                   | Budapest                                                                      |  |
| 17:40                             | Tóth-Potya 21' Schaffer 71' | (1–3) Jegyzőkönyv | Bauer 2' 30' Grundwald 15' | Stadion: Üllői úti stadion Nézőszám: 16 000 Játékvezető: Vértes Imre (magyar) |  |

| 1916. november 5. 61. – barátságos | Ausztria                | 3–3               | Magyarország                             | Bécs                                                                 |  |
| 15:30                              | Bauer 17' 52' Kraus 25' | (2–2) Jegyzőkönyv | Schlosser 33' Konrád II 45' Schaffer 56' | Stadion: WAC-Platz Nézőszám: 9000 Játékvezető: Max Seemann (osztrák) |  |

1917
| 1917. május 6. 62. – barátságos | Ausztria   | 1–1               | Magyarország  | Bécs                                                                       |  |
| 16:30                           | Heinzl 45' | (1–1) Jegyzőkönyv | Schlosser 18' | Stadion: WAC-Platz Nézőszám: 4000 Játékvezető: Wilhelm Schmieger (osztrák) |  |

| 1917. június 3. 63. – barátságos | Magyarország                                          | 6–2               | Ausztria            | Budapest                                                                            |  |
| 16:40                            | Urik 13' Schaffer 16' 62' Schlosser 40' 45' Weisz 41' | (5–1) Jegyzőkönyv | Heinzl 9' Bauer 76' | Stadion: Hungária körúti stadion Nézőszám: 22 000 Játékvezető: Karl Winkler (német) |  |

| 1917. július 15. 64. – barátságos | Ausztria    | 1–4               | Magyarország                       | Bécs                                                                 |  |
| 17:00                             | Prousek 50' | (0–1) Jegyzőkönyv | Schaffer 39' 73' 77' Schlosser 55' | Stadion: WAC-Platz Nézőszám: 12 000 Játékvezető: Rudolf Pohl (német) |  |

| 1917. október 7. 65. – barátságos | Magyarország             | 2–1               | Ausztria     | Budapest                                                                        |  |
| 15:00                             | Schaffer 40' Taussig 52' | (1–0) Jegyzőkönyv | Sedlacek 67' | Stadion: Üllői úti stadion Nézőszám: 20 000 Játékvezető: Erich Chemnitz (német) |  |

| 1917. november 4. 66. – barátságos | Ausztria  | 1–2               | Magyarország     | Bécs                                                                     |  |
| 14:55                              | Wilda 61' | (0–2) Jegyzőkönyv | Schaffer 12' 33' | Stadion: WAC-Platz Nézőszám: 15 000 Játékvezető: Kurt von Paquet (német) |  |

1918
| 1918. április 14. 67. – barátságos | Magyarország               | 2–0               | Ausztria | Budapest                                                                            |  |
| 16:40                              | Schlosser 26' Schaffer 52' | (1–0) Jegyzőkönyv |          | Stadion: Hungária körúti stadion Nézőszám: 23 000 Játékvezető: Angelo Rossi (német) |  |

| 1918. május 12. 68. – barátságos | Magyarország               | 2–1               | Svájc      | Budapest                                                                                    |  |
| 17:00                            | Schaffer 57' Schlosser 77' | (0–0) Jegyzőkönyv | Keller 55' | Stadion: Hungária körúti stadion Nézőszám: 16 000 Játékvezető: Heinrich Retschury (osztrák) |  |

| 1918. június 2. 69. – barátságos | Ausztria | 0–2               | Magyarország               | Bécs                                                                  |  |
| 16:30                            |          | (0–0) Jegyzőkönyv | Schlosser 70' Schaffer 73' | Stadion: WAC-Platz Nézőszám: 20 000 Játékvezető: Angelo Rossi (német) |  |

| 1918. október 6. 70. – barátságos | Ausztria | 0–3               | Magyarország            | Bécs                                                               |  |
| 15:30                             |          | (0–1) Jegyzőkönyv | Payer 5' 63' Pataki 77' | Stadion: WAC-Platz Nézőszám: 15 000 Játékvezető: Otto Kehm (német) |  |

1919
| 1919. április 6. 71. – barátságos | Magyarország       | 2–1               | Ausztria    | Budapest                                                                     |  |
| 16:15                             | Orth 45' Braun 80' | (1–1) Jegyzőkönyv | Wondrak 21' | Stadion: Üllői úti stadion Nézőszám: 40 000 Játékvezető: Szüsz Hugó (magyar) |  |

| 1919. október 5. 72. – barátságos | Ausztria             | 2–0               | Magyarország | Bécs                                                                          |  |
| 15:30                             | Bauer 41' Uridil 44' | (2–0) Jegyzőkönyv |              | Stadion: WAC-Platz Nézőszám: 22 000 Játékvezető: Heinrich Retschury (osztrák) |  |

| 1919. november 9. 73. – barátságos | Magyarország           | 3–2               | Ausztria            | Budapest                                                                           |  |
| 15:00                              | Pataki 7' 29' Orth 27' | (3–0) Jegyzőkönyv | Hansl 58' Treml 79' | Stadion: Hungária körúti stadion Nézőszám: 27 000 Játékvezető: Szüsz Hugó (magyar) |  |

### 1920–1929
1920
| 1920. május 2. 74. – barátságos | Ausztria                | 2–2               | Magyarország              | Bécs                                                                         |  |
| 17:00                           | Swatosch 43' Wieser 66' | (1–2) Jegyzőkönyv | Tóth-Potya 37' Pataki 44' | Stadion: WAC-Platz Nézőszám: 20 000 Játékvezető: Wilhelm Schmieger (osztrák) |  |

| 1920. október 24. 75. – barátságos | Németország          | 1–0               | Magyarország | Berlin                                                                           |  |
| 15:30                              | Jäger 22' (11-esből) | (1–0) Jegyzőkönyv |              | Stadion: Deutsches Stadion Nézőszám: 55 000 Játékvezető: Jacques Hirrle (svájci) |  |

| 1920. november 7. 76. – barátságos | Magyarország | 1–2               | Ausztria                | Budapest                                                                                      |  |
| 14:45                              | Braun 58'    | (0–2) Jegyzőkönyv | Kuthan 25' Swatosch 42' | Stadion: Hungária körúti stadion Nézőszám: 30 000 Játékvezető: Christiaan Groothoff (holland) |  |

1921
| 1921. április 24. 77. – barátságos | Ausztria                                           | 4–1               | Magyarország | Bécs                                                                              |  |
| 16:30                              | Kuthan 52' 53' (11-esből) Wondrak 62' Neubauer 72' | (0–0) Jegyzőkönyv | Orth 67'     | Stadion: Simmering-pálya Nézőszám: 50 000 Játékvezető: Johannes Mutters (holland) |  |

| 1921. június 5. 78. – barátságos | Magyarország                         | 3–0               | Németország | Budapest                                                                                    |  |
| 17:30                            | Schlosser 10' Guttmann 29' Braun 47' | (2–0) Jegyzőkönyv |             | Stadion: Hungária körúti stadion Nézőszám: 30 000 Játékvezető: Heinrich Retschury (osztrák) |  |

| 1921. november 6. 79. – barátságos | Magyarország                   | 4–2               | Svédország                                | Budapest                                                                       |  |
| 14:30                              | Orth 15' 49' 54' Schlosser 72' | (1–0) Jegyzőkönyv | N. Carlsson 71' (11-esből) H. Karlson 86' | Stadion: Üllői úti stadion Nézőszám: 35 000 Játékvezető: Marcus Boas (holland) |  |

| 1921. december 18. 80. – barátságos | Magyarország | 1–0               | Lengyelország | Budapest                                                                              |  |
| 14:00                               | Szabó 18'    | (1–0) Jegyzőkönyv |               | Stadion: Hungária körúti stadion Nézőszám: 8000 Játékvezető: Karl Grätz (csehszlovák) |  |

1922
| 1922. április 30. 81. – barátságos | Magyarország | 1–1               | Ausztria   | Budapest                                                                            |  |
| 16:45                              | Molnár 51'   | (0–1) Jegyzőkönyv | Jiszda 44' | Stadion: Hungária körúti stadion Nézőszám: 40 000 Játékvezető: Peco Bauwens (német) |  |

| 1922. május 14. 82. – barátságos | Lengyelország | 0–3               | Magyarország             | Krakkó                                                                        |  |
| 17:15                            |               | (0–2) Jegyzőkönyv | Seiden 20' Solti 42' 77' | Stadion: Wisła Stadion Nézőszám: 20 000 Játékvezető: Karl Grätz (csehszlovák) |  |

| 1922. június 15. 83. – barátságos | Magyarország | 1–1               | Svájc     | Budapest                                                                              |  |
| 18:00                             | Blum 63'     | (0–1) Jegyzőkönyv | Merkt 19' | Stadion: Üllői úti stadion Nézőszám: 15 000 Játékvezető: Heinrich Retschury (osztrák) |  |

| 1922. július 2. 84. – barátságos | Németország | 0–0         | Magyarország | Bochum                                                                               |  |
| 17:00                            |             | Jegyzőkönyv |              | Stadion: Bochumer Stadion Nézőszám: 40 000 Játékvezető: Heinrich Retschury (osztrák) |  |

| 1922. július 9. 85. – barátságos | Svédország           | 1–1               | Magyarország | Solna                                                                                    |  |
| 14:00                            | Fogl III 44' (öngól) | (1–0) Jegyzőkönyv | Hirzer 77'   | Stadion: Råsunda Stadion Nézőszám: 15 000 Játékvezető: Peder Christian Andersen (norvég) |  |

| 1922. július 13. 86. – barátságos | Finnország | 1–5               | Magyarország                                          | Helsinki                                                                        |  |
| 18:30                             | Kelin 56'  | (0–1) Jegyzőkönyv | Schwarz 22' 83' Fogl II 64' (11-esből) Pataki 79' 81' | Stadion: Töölön Pallokenttä Nézőszám: 5000 Játékvezető: Arthur Björklund (svéd) |  |

| 1922. szeptember 24. 87. – barátságos | Ausztria               | 2–2               | Magyarország   | Bécs                                                                           |  |
| 15:30                                 | Kuthan 16' Wessely 80' | (1–1) Jegyzőkönyv | Priboj 22' 70' | Stadion: Hohe Warte Stadion Nézőszám: 65 000 Játékvezető: Peco Bauwens (német) |  |

| 1922. november 26. 88. – barátságos | Magyarország | 1–2               | Ausztria                 | Budapest                                                                       |  |
| 14:00                               | Molnár 21'   | (1–0) Jegyzőkönyv | Swatosch 59' Kowanda 66' | Stadion: Üllői úti stadion Nézőszám: 30 000 Játékvezető: Carl Koppehel (német) |  |

1923
| 1923. március 4. 89. – barátságos | Olaszország | 0–0         | Magyarország | Genova                                                                       |  |
| 15:00                             |             | Jegyzőkönyv |              | Stadion: Marassi-stadion Nézőszám: 20 000 Játékvezető: John Forster (svájci) |  |

| 1923. március 11. 90. – barátságos | Svájc           | 1–6               | Magyarország                              | Lausanne                                                                                         |  |
| 15:00                              | Abegglen II 75' | (0–1) Jegyzőkönyv | Molnár 4' 57' Orth 55' 77' Hirzer 63' 65' | Stadion: Stade olympique de la Pontaise Nézőszám: 10 000 Játékvezető: Johannes Mutters (holland) |  |

| 1923. május 6. 91. – barátságos | Ausztria        | 1–0               | Magyarország | Bécs                                                                               |  |
| 16:30                           | F. Swatosch 79' | (0–0) Jegyzőkönyv |              | Stadion: Hohe Warte Stadion Nézőszám: 50 000 Játékvezető: Karl Grätz (csehszlovák) |  |

| 1923. augusztus 19. 92. – barátságos | Magyarország                        | 3–1               | Finnország | Budapest                                                              |  |
| 17:00                                | Braun 50' (11-esből) 53' Hirzer 86' | (0–1) Jegyzőkönyv | Linna 37'  | Stadion: Üllői út Nézőszám: 16 000 Játékvezető: Max Seemann (osztrák) |  |

| 1923. szeptember 23. 93. – barátságos | Magyarország                      | 2–0               | Ausztria | Budapest                                                                    |  |
| 15:45                                 | Molnár 69' (11-esből) Csontos 72' | (0–0) Jegyzőkönyv |          | Stadion: Hungária út Nézőszám: 35 000 Játékvezető: Karl Grätz (csehszlovák) |  |

| 1923. október 28. 94. – barátságos | Magyarország        | 2–1               | Svédország | Budapest                                                                    |  |
| 15:00                              | Eisenhoffer 11' 36' | (2–1) Jegyzőkönyv | Detter 2'  | Stadion: Üllői út Nézőszám: 35 000 Játékvezető: Wilhelm Schmieger (osztrák) |  |

1924
| 1924. április 6. 95. – barátságos | Magyarország                                                          | 7–1               | Olaszország                 | Budapest                                                                             |  |
| 17:00                             | Braun 17' 42' (11-esből) Eisenhoffer 49' Molnár 59' 60' 69' Opata 70' | (2–0) Jegyzőkönyv | Cevenini III 76' (11-esből) | Stadion: Hungária körúti stadion Nézőszám: 40 000 Játékvezető: Max Seemann (osztrák) |  |

| 1924. május 4. 96. – barátságos | Magyarország       | 2–2               | Ausztria               | Budapest                                                                               |  |
| 17:00                           | Eisenhoffer 4' 64' | (1–0) Jegyzőkönyv | Horvath 47' Wieser 89' | Stadion: Hungária körúti stadion Nézőszám: 40 000 Játékvezető: Arthur Björklund (svéd) |  |

| 1924. május 18. 97. – barátságos | Svájc                                            | 4–2               | Magyarország                   | Zürich                                                                         |  |
| 15:00                            | Abegglen II 20' Sturzenegger 32' 54' Pollitz 47' | (2–0) Jegyzőkönyv | Braun 66' (11-esből) Opata 72' | Stadion: Young Fellows-pálya Nézőszám: 18 000 Játékvezető: John Fowler (angol) |  |

| 1924. május 26. 98. – 1924-es olimpia, 1. forduló | Magyarország                                 | 5–0               | Lengyelország | Párizs, Franciaország                                                          |  |
| 17:00                                             | Eisenhoffer 15' Hirzer 51' 58' Opata 70' 72' | (1–0) Jegyzőkönyv |               | Stadion: Bergeyre-pálya Nézőszám: 7000 Játékvezető: Johannes Mutters (holland) |  |

| 1924. május 29. 99. – 1924-es olimpia, nyolcaddöntő | Egyiptom                       | 3–0               | Magyarország | Párizs, Franciaország                                                                |  |
| 17:00                                               | Jeken 4' Husszein 53' Riad 57' | (1–0) Jegyzőkönyv |              | Stadion: Stade-Paris pálya Nézőszám: 8000 Játékvezető: Luis Colina Álvarez (spanyol) |  |

| 1924. június 4. 100. – barátságos | Franciaország | 0–1               | Magyarország    | Le Havre                                                                           |  |
| 17:30                             |               | (0–1) Jegyzőkönyv | Eisenhoffer 25' | Stadion: Stade de la Cavée Verte Nézőszám: 5000 Játékvezető: Félix Herren (svájci) |  |

| 1924. augusztus 31. 101. – barátságos | Magyarország                                 | 4–0               | Lengyelország | Budapest                                                                          |  |
| 16:30                                 | Karasiak 31' (öngól) Takács 38' 40' Orth 59' | (3–0) Jegyzőkönyv |               | Stadion: Üllői úti stadion Nézőszám: 25 000 Játékvezető: Heinrich Plhak (osztrák) |  |

| 1924. szeptember 14. 102. – barátságos | Ausztria                   | 2–1               | Magyarország | Bécs                                                                              |  |
| 15:30                                  | J. Horvath 41' Wessely 87' | (1–1) Jegyzőkönyv | Orth 43'     | Stadion: Hohe Warte Stadion Nézőszám: 45 000 Játékvezető: Charles Barette (belga) |  |

| 1924. szeptember 21. 103. – barátságos | Magyarország                                      | 4–1               | Németország | Budapest                                                                              |  |
| 16:00                                  | Szentmiklóssy 33' Lang 42' (öngól) Takács 49' 64' | (2–0) Jegyzőkönyv | Harder 56'  | Stadion: Üllői úti stadion Nézőszám: 35 000 Játékvezető: Heinrich Retschury (osztrák) |  |

1925
| 1925. január 18. 104. – barátságos | Olaszország  | 1–2               | Magyarország         | Milánó                                                                      |  |
| 14:30                              | L. Conti 17' | (1–1) Jegyzőkönyv | Spitz 27' Takács 76' | Stadion: Campo Milan Nézőszám: 18 000 Játékvezető: Marcel Slawick (francia) |  |

| 1925. március 25. 105. – barátságos | Magyarország                                      | 5–0               | Svájc | Budapest                                                                                |  |
| 15:30                               | Takács 14' Molnár 43' 79' (11-esből) Jeny 84' 87' | (2–0) Jegyzőkönyv |       | Stadion: Hungária körúti stadion Nézőszám: 32 000 Játékvezető: Josip Fabris (jugoszláv) |  |

| 1925. május 5. 106. – barátságos | Ausztria                  | 3–1               | Magyarország            | Bécs                                                                                     |  |
| 17:30                            | Häusler 35' Haftl 39' 87' | (2–1) Jegyzőkönyv | Takács 24' Fogl III 84′ | Stadion: Hohe Warte Stadion Nézőszám: 50 000 Játékvezető: František Cejnar (csehszlovák) |  |

| 1925. május 21. 107. – barátságos | Magyarország | 1–3               | Belgium                         | Budapest                                                                               |  |
| 17:30                             | Jeny 87'     | (0–1) Jegyzőkönyv | Houet 10' Adams 65' Y. Thys 81' | Stadion: Hungária körúti stadion Nézőszám: 20 000 Játékvezető: Jacques Hirrle (svájci) |  |

| 1925. július 12. 108. – barátságos | Svédország                                             | 6–2               | Magyarország   | Stockholm                                                                   |  |
| 15:00                              | F. Johansson 3' 19' 26' 49' S. Rydell 62' Kaufeldt 79' | (3–1) Jegyzőkönyv | Takács 51' 61' | Stadion: Olimpiai Stadion Nézőszám: 18 000 Játékvezető: Sophus Hansen (dán) |  |

| 1925. július 19. 109. – barátságos | Lengyelország | 0–2               | Magyarország              | Krakkó                                                                    |  |
| 17:30                              |               | (0–0) Jegyzőkönyv | Winkler 59' Holzbauer 78' | Stadion: Stadion Wisły Nézőszám: 8 000 Játékvezető: Erwin Braun (osztrák) |  |

| 1925. szeptember 20. 110. – barátságos | Magyarország | 1–1               | Ausztria         | Budapest                                                                             |  |
| 16:00                                  | Priboj 36'   | (1–0) Jegyzőkönyv | Buza 49' (öngól) | Stadion: Üllői úti stadion Nézőszám: 33 000 Játékvezető: Karel Herites (csehszlovák) |  |

| 1925. október 4. 111. – barátságos | Magyarország | 0–1               | Spanyolország  | Budapest                                                                       |  |
| 15:30                              |              | (0–0) Jegyzőkönyv | G. Carmelo 52' | Stadion: Üllői úti stadion Nézőszám: 40 000 Játékvezető: Erwin Braun (osztrák) |  |

| 1925. október 11. 112. – barátságos | Csehszlovákia           | 2–0               | Magyarország | Prága                                                                            |  |
| 15:30                               | Perner 49' Dvoracek 77' | (0–0) Jegyzőkönyv |              | Stadion: Sparta-pálya Nézőszám: 30 000 Játékvezető: Heinrich Retschury (osztrák) |  |

| 1925. november 8. 113. – barátságos | Magyarország | 1–1               | Olaszország     | Budapest                                                                          |  |
| 14:30                               | Molnár 75'   | (0–1) Jegyzőkönyv | Della Valle 20' | Stadion: Üllői úti stadion Nézőszám: 20 000 Játékvezető: Marcel Slawick (francia) |  |

1926
| 1926. február 14. 114. – barátságos | Belgium | 0–2               | Magyarország           | Brüsszel                                                                            |  |
| 14:30                               |         | (0–0) Jegyzőkönyv | Pipa 51' Rémay III 77' | Stadion: Daring Club-pálya Nézőszám: 28 000 Játékvezető: Johannes Mutters (holland) |  |

| 1926. május 2. 115. – barátságos | Magyarország | 0–3               | Ausztria                    | Budapest                                                                                   |  |
| 17:00                            |              | (0–2) Jegyzőkönyv | Eckl 8' Hanel 42' Cutti 55' | Stadion: Hungária körúti stadion Nézőszám: 35 000 Játékvezető: Karel Herites (csehszlovák) |  |

| 1926. június 6. 116. – barátságos | Magyarország         | 2–1               | Csehszlovákia | Budapest                                                                        |  |
| 17:00                             | Takács 31' Kohut 66' | (1–1) Jegyzőkönyv | Silny 38'     | Stadion: Üllői úti stadion Nézőszám: 30 000 Játékvezető: Giovanni Mauro (olasz) |  |

| 1926. augusztus 20. 117. – barátságos | Magyarország                                  | 4–1               | Lengyelország | Budapest                                                                              |  |
| 17:00                                 | Kautzky 9' Horváth 31' Fogl II 42' Senkey 58' | (3–0) Jegyzőkönyv | Staliński 38' | Stadion: Hungária körúti stadion Nézőszám: 9000 Játékvezető: Josip Fabris (jugoszláv) |  |

| 1926. szeptember 19. 118. – barátságos | Ausztria             | 2–3               | Magyarország                       | Bécs                                                                                         |  |
| 16:00                                  | Wessely 55' Höss 56' | (0–1) Jegyzőkönyv | Holzbauer 2' Jeszmás 62' Kohut 83' | Stadion: Hohe Warte Stadion Nézőszám: 40 000 Játékvezető: Ladislav Štépanovský (csehszlovák) |  |

| 1926. november 14. 119. – barátságos | Magyarország                 | 3–1               | Svédország      | Budapest                                                                       |  |
| 14:00                                | Braun 4' Opata 30' Kohut 67' | (2–0) Jegyzőkönyv | T. Svensson 86' | Stadion: Üllői úti stadion Nézőszám: 35 000 Játékvezető: Erwin Braun (osztrák) |  |

| 1926. december 19. 120. – barátságos | Spanyolország                                      | 4–2               | Magyarország        | Vigo                                                                          |  |
| 15:00                                | Errazquín 12' 87' Goiburu 17' Borsányi 66' (öngól) | (2–1) Jegyzőkönyv | Opata 36' Braun 84' | Stadion: Estadio Coya Nézőszám: 15 000 Játékvezető: Albert Prince-Cox (angol) |  |

| 1926. december 26. 121. – barátságos | Portugália                                        | 3–3               | Magyarország               | Porto                                                                            |  |
|                                      | João Santos 40' Severo Tiago 49' José Martins 60' | (1–2) Jegyzőkönyv | Holzbauer 9' 74' Braun 22' | Stadion: Campo do Ameal Nézőszám: 10 000 Játékvezető: José Llovera Mas (spanyol) |  |

1927
| 1927. április 10. 122. – barátságos | Ausztria                                                              | 6–0               | Magyarország | Bécs                                                                                     |  |
| 16:00                               | Jiszda 25' 33' Rappan 29' Blum 42' (11-esből) Wessely 54' Horvath 85' | (4–0) Jegyzőkönyv |              | Stadion: Hohe Warte Stadion Nézőszám: 42 000 Játékvezető: František Cejnar (csehszlovák) |  |

| 1927. április 10. 123. – barátságos | Magyarország                       | 3–0               | Jugoszlávia | Budapest                                                                              |  |
| 16:00                               | Siklóssy 24' Orth 34' P. Szabó 90' | (2–0) Jegyzőkönyv |             | Stadion: Üllői úti stadion Nézőszám: 12 000 Játékvezető: Heinrich Retschury (osztrák) |  |

| 1927. április 24. 124. – barátságos | Csehszlovákia                                              | 4–1               | Magyarország | Prága                                                                         |  |
| 17:30                               | Puc 17' K. Steiner 25' (11-esből) F. Svoboda 37' Silny 50' | (3–1) Jegyzőkönyv | Mészáros 42' | Stadion: Letná Stadion Nézőszám: 22 000 Játékvezető: Joseph Zwicker (osztrák) |  |

| 1927. június 12. 125. – barátságos                                      | Magyarország                                                                                   | 13–1              | Franciaország | Budapest                                                                              |  |
| 18:00                                                                   | Takács 17' 41' 60' 79' 83' 85' Orth 25' 26' Skvarek 30' 88' Kohut 32' 62' Dewaquez 78' (öngól) | (6–0) Jegyzőkönyv | Dewaquez 80'  | Stadion: Üllői úti stadion Nézőszám: 20 000 Játékvezető: Heinrich Retschury (osztrák) |  |
| Megjegyzés: A válogatott történetének egyik legnagyobb arányú győzelme. |                                                                                                |                   |               |                                                                                       |  |

| 1927. szeptember 25. 126. – 1927–1930-as Európa-kupa | Magyarország                                             | 5–3               | Ausztria                  | Budapest                                                                           |  |
| 15:30                                                | Takács 18' Kohut 27' Ströck 51' Holzbauer 62' Hirzer 67' | (2–2) Jegyzőkönyv | Wessely 11' 84' Siegl 13' | Stadion: Üllői úti stadion Nézőszám: 38 000 Játékvezető: Albert Prince-Cox (angol) |  |

| 1927. szeptember 25. 127. – barátságos | Jugoszlávia                                                    | 5–1               | Magyarország | Zágráb                                                                                  |  |
| 16:00                                  | Cindrics 10' 56' Bonacsics 31' Bencsics 60' B. Marjanovics 63' | (2–0) Jegyzőkönyv | Víg 86'      | Stadion: Stadion Kranjčevićeva Nézőszám: 6000 Játékvezető: Heinrich Retschury (osztrák) |  |

| 1927. október 9. 128. – barátságos | Magyarország | 1–2               | Csehszlovákia  | Budapest                                                                             |  |
| 15:00                              | Kohut        | (0–1) Jegyzőkönyv | Podrazil Silny | Stadion: Hungária körúti stadion Nézőszám: 40 000 Játékvezető: Erwin Braun (osztrák) |  |

1928
| 1928. március 25. 129. – 1927–1930-as Európa-kupa | Olaszország                                 | 4–3               | Magyarország                    | Róma                                                                              |  |
| 15:00                                             | L. Conti 48' 75' Rossetti 58' Libonatti 85' | (0–2) Jegyzőkönyv | Kohut 13' Hirzer 44' Takács 76' | Stadion: Nazionale PNF Stadion Nézőszám: 25 000 Játékvezető: Peco Bauwens (német) |  |

| 1928. március 25. 130. – barátságos | Magyarország    | 2–1               | Jugoszlávia       | Budapest                                                                         |  |
| 16:00                               | Stófián 32' 34' | (2–1) Jegyzőkönyv | B. Marjanovics 4' | Stadion: Üllői úti stadion Nézőszám: 10 000 Játékvezető: Josef Preßler (osztrák) |  |

| 1928. április 22. 131. – 1927–1930-as Európa-kupa | Magyarország                    | 2–0               | Csehszlovákia | Budapest                                                                           |  |
| 16:30                                             | Hirzer 18' (11-esből) Kohut 76' | (1–0) Jegyzőkönyv |               | Stadion: Üllői úti stadion Nézőszám: 38 000 Játékvezető: Raphaël van Praag (belga) |  |

| 1928. május 6. 132. – barátságos | Magyarország                                      | 5–5               | Ausztria                                              | Budapest                                                                                    |  |
| 16:30                            | Kohut 2' 27' 43' Hirzer 16' (11-esből) Ströck 51' | (4–2) Jegyzőkönyv | Wessely 24' Weselik 37' 52' 90' (11-esből) Kirbes 83' | Stadion: Hungária körúti stadion Nézőszám: 33 000 Játékvezető: Augustin Krist (csehszlovák) |  |

| 1928. október 7. 133. – 1927–1930-as Európa-kupa | Ausztria                                          | 5–1               | Magyarország | Bécs                                                                            |  |
| 15:30                                            | Sigl 11' 27' Weselik 55' Wesely 62' Gschweidl 75' | (2–1) Jegyzőkönyv | Hirzer 37'   | Stadion: Hohe Warte Stadion Nézőszám: 40 000 Játékvezető: Alfred Birlem (német) |  |

| 1928. november 1. 134. – 1927–1930-as Európa-kupa | Magyarország                    | 3–1               | Svájc         | Budapest                                                                        |  |
| 14:30                                             | Turay 36' Hirzer 49' Ströck 53' | (1–0) Jegyzőkönyv | Weiler II 80' | Stadion: Üllői úti stadion Nézőszám: 20 000 Játékvezető: Albino Carraro (olasz) |  |

1929
| 1929. február 24. 135. – barátságos | Franciaország                              | 3–0               | Magyarország | Colombes                                                                        |  |
| 15:00                               | Banide 23' Nicolas 25' Lieb 33' (11-esből) | (3–0) Jegyzőkönyv |              | Stadion: Stade Yves-du-Manoir Nézőszám: 20 000 Játékvezető: Paul Ruoff (svájci) |  |

| 1929. április 14. 136. – 1927–1930-as Európa-kupa | Svájc                                         | 4–5               | Magyarország                                          | Bern                                                                        |  |
| 15:00                                             | Weiler 2' A. Abegglen 26' 66' M. Abegglen 78' | (2–1) Jegyzőkönyv | Widmer 8' (öngól) Takács 51' 76' Toldi 56' Hirzer 73' | Stadion: Wankdorfstadion Nézőszám: 19 000 Játékvezető: Stanley Rous (angol) |  |

| 1929. május 5. 137. – barátságos | Ausztria              | 2–2               | Magyarország   | Bécs                                                                             |  |
| 17:00                            | Siegl 25' Weselik 82' | (1–1) Jegyzőkönyv | Takács 14' 88' | Stadion: Hohe Warte Stadion Nézőszám: 52 000 Játékvezető: Albino Carraro (olasz) |  |

| 1929. szeptember 8. 138. – 1927–1930-as Európa-kupa | Csehszlovákia | 1–1               | Magyarország | Prága                                                                    |  |
| 16:30                                               | Svoboda 4'    | (1–0) Jegyzőkönyv | Kalmár 89'   | Stadion: Letná stadion Nézőszám: 28 000 Játékvezető: Paul Ruoff (svájci) |  |

| 1929. október 6. 139. – barátságos | Magyarország        | 2–1               | Ausztria  | Budapest                                                                           |  |
| 16:00                              | Takács 11' Avar 52' | (1–0) Jegyzőkönyv | Klima 82' | Stadion: Hungária körúti stadion Nézőszám: 32 000 Játékvezető: Sophus Hansen (dán) |  |

## Statisztika
Alább megtalálható az 1902 és 1929 között lejátszott összes mérkőzés statisztikája 10 évenkénti bontásban.
- A teljesítmény számítása kétpontos rendszer alapján történt (győzelem 2 pont, döntetlen 1 pont, vereség 0 pont).
- Semleges helyszínnek minősülnek azok, amelyeket nem a két résztvevő ország területén játszottak.
- A barátságos és a Wagner-serleg mérkőzésektől eltérő minden mérkőzés tétmérkőzésnek tekintendő.

1902–1909
|                  | M  | Gy | D | V | G+ | G– | Gk  | T (%) |
| ---------------- | -- | -- | - | - | -- | -- | --- | ----- |
| Összes mérkőzés  | 24 | 9  | 6 | 9 | 59 | 71 | –12 | 50,00 |
| Helyszín szerint |    |    |   |   |    |    |     |       |
| Otthon           | 16 | 8  | 5 | 3 | 41 | 38 | +3  | 65,62 |
| Idegenben        | 8  | 1  | 1 | 6 | 18 | 33 | –15 | 18,75 |
| Típus szerint    |    |    |   |   |    |    |     |       |
| Barátságos       | 24 | 9  | 6 | 9 | 59 | 71 | –12 | 50,00 |
| Ellenfél szerint |    |    |   |   |    |    |     |       |
| Anglia           | 3  | 0  | 0 | 3 | 4  | 19 | –15 | 0,00  |
| Ausztria         | 14 | 6  | 3 | 5 | 32 | 34 | –2  | 53,57 |
| Csehország       | 6  | 3  | 2 | 1 | 20 | 15 | +5  | 66,67 |
| Németország      | 1  | 0  | 1 | 0 | 3  | 3  | 0   | 50,00 |

1910–1919
|                  | M  | Gy | D | V  | G+  | G– | Gk  | T (%)  |
| ---------------- | -- | -- | - | -- | --- | -- | --- | ------ |
| Összes mérkőzés  | 49 | 32 | 7 | 10 | 148 | 70 | +78 | 72,45  |
| Helyszín szerint |    |    |   |    |     |    |     |        |
| Otthon           | 20 | 16 | 2 | 2  | 70  | 29 | +41 | 85,00  |
| Idegenben        | 26 | 14 | 5 | 7  | 72  | 33 | +39 | 63,46  |
| Semleges         | 3  | 2  | 0 | 1  | 6   | 8  | –2  | 66,67  |
| Típus szerint    |    |    |   |    |     |    |     |        |
| Barátságos       | 46 | 30 | 7 | 9  | 142 | 62 | 80  | 72,83  |
| Tétmérkőzés      | 3  | 2  | 0 | 1  | 6   | 8  | –2  | 66,67  |
| Ellenfél szerint |    |    |   |    |     |    |     |        |
| Ausztria         | 31 | 19 | 4 | 8  | 74  | 48 | +26 | 67,74  |
| Franciaország    | 2  | 2  | 0 | 0  | 8   | 1  | +7  | 100,00 |
| Nagy-Britannia   | 1  | 0  | 0 | 1  | 0   | 7  | –7  | 0,00   |
| Németország      | 3  | 2  | 1 | 0  | 11  | 6  | +5  | 83,33  |
| Norvégia         | 1  | 1  | 0 | 0  | 6   | 0  | +6  | 100,00 |
| Olaszország      | 2  | 2  | 0 | 0  | 7   | 1  | +6  | 100,00 |
| Oroszország      | 2  | 2  | 0 | 0  | 21  | 0  | +21 | 100,00 |
| Svájc            | 3  | 2  | 0 | 1  | 11  | 3  | +8  | 66,67  |
| Svédország       | 4  | 2  | 2 | 0  | 10  | 4  | +6  | 75,00  |

1920–1929
|                  | M  | Gy | D  | V  | G+  | G–  | Gk  | T (%)  |
| ---------------- | -- | -- | -- | -- | --- | --- | --- | ------ |
| Összes mérkőzés  | 66 | 30 | 14 | 22 | 149 | 117 | +32 | 56,06  |
| Helyszín szerint |    |    |    |    |     |     |     |        |
| Otthon           | 32 | 20 | 6  | 6  | 89  | 40  | +49 | 71,88  |
| Idegenben        | 32 | 9  | 8  | 15 | 55  | 74  | –19 | 40,63  |
| Semleges         | 2  | 1  | 0  | 1  | 5   | 3   | +2  | 50,00  |
| Típus szerint    |    |    |    |    |     |     |     |        |
| Barátságos       | 57 | 25 | 13 | 19 | 124 | 96  | +28 | 55,26  |
| Tétmérkőzés      | 9  | 5  | 1  | 3  | 25  | 21  | +4  | 61,11  |
| Ellenfél szerint |    |    |    |    |     |     |     |        |
| Ausztria         | 20 | 4  | 7  | 9  | 33  | 49  | –16 | 37,50  |
| Belgium          | 2  | 1  | 0  | 1  | 3   | 3   | 0   | 50,00  |
| Csehszlovákia    | 6  | 2  | 1  | 3  | 7   | 10  | –3  | 41,67  |
| Egyiptom         | 1  | 0  | 0  | 1  | 0   | 3   | –3  | 0,00   |
| Finnország       | 2  | 2  | 0  | 0  | 8   | 2   | +6  | 100,00 |
| Franciaország    | 3  | 2  | 0  | 1  | 14  | 4   | +10 | 66,67  |
| Jugoszlávia      | 3  | 2  | 0  | 1  | 6   | 6   | 0   | 66,67  |
| Lengyelország    | 6  | 6  | 0  | 0  | 19  | 1   | +18 | 100,00 |
| Németország      | 4  | 2  | 1  | 1  | 7   | 2   | +5  | 62,50  |
| Olaszország      | 5  | 2  | 2  | 1  | 13  | 7   | +6  | 60,00  |
| Portugália       | 1  | 0  | 1  | 0  | 3   | 3   | 0   | 50,00  |
| Spanyolország    | 2  | 0  | 0  | 2  | 2   | 5   | –3  | 0,00   |
| Svájc            | 6  | 4  | 1  | 1  | 22  | 11  | +11 | 75,00  |
| Svédország       | 5  | 3  | 1  | 1  | 12  | 11  | +1  | 70,00  |